# Бішофсгрюн
Бішофсгрюн (нім. Bischofsgrün) — громада в Німеччині, розташована в землі Баварія. Підпорядковується адміністративному округу Верхня Франконія. Входить до складу району Байройт.
Площа — 8,39 км2. Населення становить 1826 ос. (станом на 31 грудня 2020).